# عبير عيسوي
عبير عيسوي (مواليد 23 سبتمبر 1986) هي لاعبة تايكوندو مصرية، مثّلت مصر في أولمبياد أثينا 2004.

## المشاركة الأولمبية

### أثينا 2004
| الرياضيّة   | الحدث   | دور الـ16                          | ربع النهائي     | نصف النهائي     | إعادة التأهيل 1 | إعادة التأهيل 2 | النهائي / م ب   | النهائي / م ب |
| الرياضيّة   | الحدث   | المنافس النتيجة                    | المنافس النتيجة | المنافس النتيجة | المنافس النتيجة | المنافس النتيجة | المنافس النتيجة | الترتيب       |
| ---------- | ------- | ---------------------------------- | --------------- | --------------- | --------------- | --------------- | --------------- | ------------- |
| عبير عيسوي | −57 كجم | تشي شو جي (تايبيه الصينية) · خ 0–8 | لم تتأهل        | لم تتأهل        | لم تتأهل        | لم تتأهل        | لم تتأهل        | لم تتأهل      |

## روابط خارجية
- عبير عيسوي على موقع TaekwondoData.com (الإنجليزية)
- عبير عيسوي على موقع اللجنة الأولمبية الدولية (الإنجليزية)
- عبير عيسوي على موقع أوليمبيديا (الإنجليزية)